# Abbaye de la Pierre-Qui-Vire

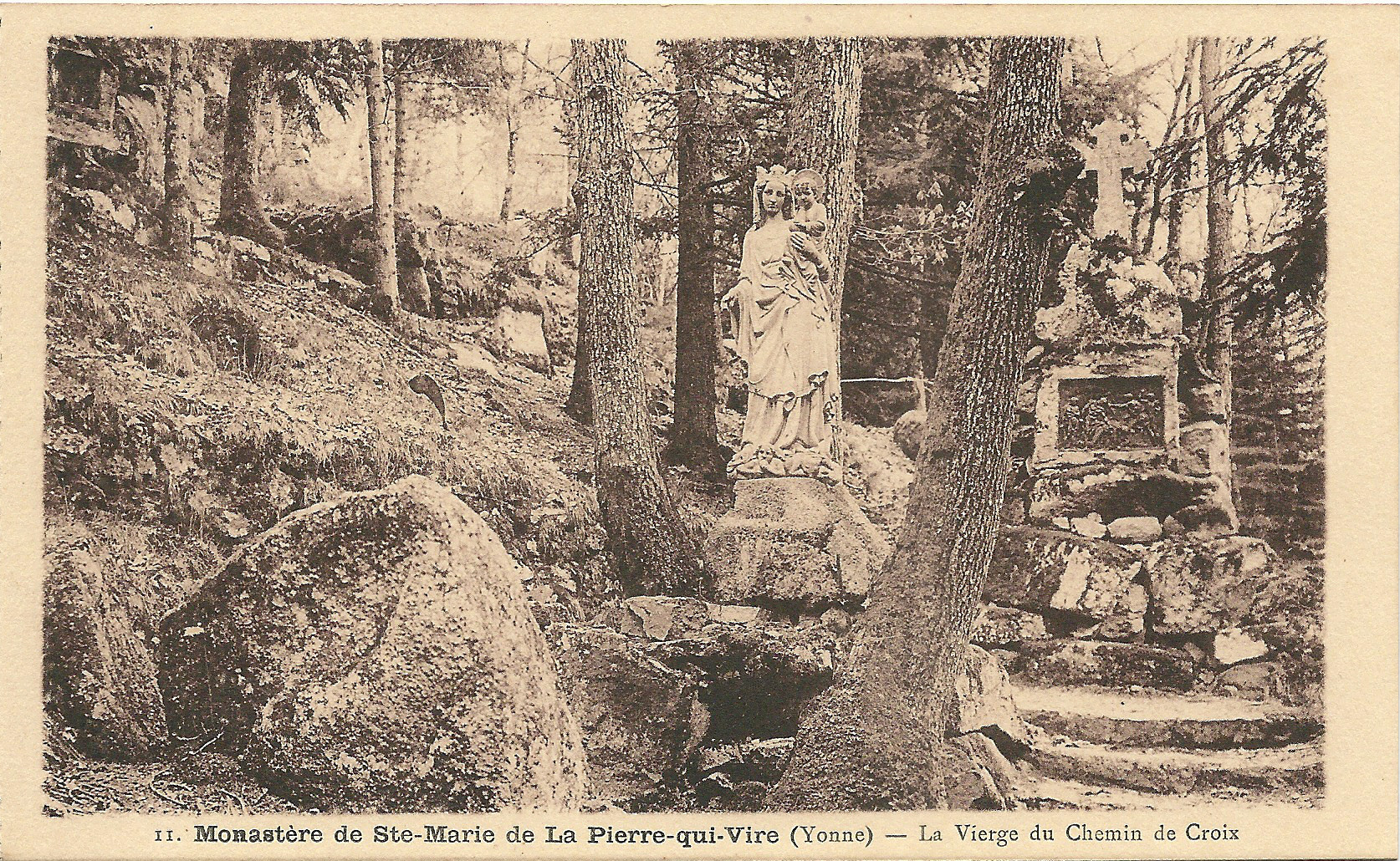
Drehstein mit Madonna

Die Abtei von Pierre-Qui-Vire Lat.:S. Mariae de Petra Rotante (deutsch Abtei des Steins, der sich dreht) ist ein Kloster des Benediktinerordens.
Es wurde im Jahr 1850 von Père Jean-Baptiste Muard (1809–1854) gegründet und liegt im Naturpark Morvan (Burgund) zwischen dem Lac de Saint-Agnan und dem Dorf Saint-Léger-Vauban im waldreichen Tal des Flusses Cousin. Der Name der Abtei – „Der Stein, der sich dreht“, rührt von einem Naturphänomen: Bei der Abtei gab es einen schweren Felsblock, der so lag, dass er von Menschenhand leicht bewegt werden konnte. Heute ist der Fels festgemauert und mit einer Marienfigur versehen.
Muard hatte einige Zeit in Subiaco verbracht und von dort die Anregung zur Klostergründung erfahren. 1859 trat das Kloster der Kongregation von Subiaco bei. Die antiklerikale Gesetzgebung in Frankreich zwang die Mönche 1880 und erneut 1904 ins Exil. Erst 1921 entstand die klösterliche Gemeinschaft in La Pierre-Qui-Vire wieder. Heute stellen die dortigen Mönche hauptsächlich den bekannten Bauernfrischkäse aus Ziegen- oder Kuhmilch her, der in der ganzen Region begehrt ist. Die 1871 geweihte Abteikirche im Stil der Neogotik unterzog man 1992 einem gründlichen Umbau.

## Éditions Zodiaque
Unter Kunstfreunden bekannt wurde die Abtei durch die „Zodiaque“-Buchreihe zur romanischen Kunst. Die seit 1951 mit hochwertigen Schwarzweiß-Fototafeln in Kupfertiefdruck herausgegebenen Bücher und Zeitschriften gehörten lange zur Standardlektüre jedes Kulturreisenden. Der Textdruck erfolgte in einer klostereigenen Druckerei, die Fototafeln dagegen ließ man auswärts drucken. Die 1954 begonnene Buchserie La nuit des temps (nach der französischen Redewendung dans la nuit des temps, wörtlich: in der Nacht der Zeiten, d. h. etwa: im Dunkel der Vergangenheit) erschloss in 88 Bänden die romanischen Kunstlandschaften Frankreichs und später auch anderer europäischer Länder. Unter der Direktion von Frère Angelico Surchamp bereisten die Mönche Hunderte von Klöstern, um Fotografien anzufertigen.
2002 verkauften die Mönche die Verlagsrechte, um den Erlös für die hohen Modernisierungskosten des Klosters zu verwenden, und stellten ihre Buchproduktion ein. Der Titel „Zodiaque“ (Buchserie und Zeitschrift) wird vom neuen Rechteinhaber fortgeführt.